# Justicia regnellii
Justicia regnellii är en akantusväxtart som beskrevs av Gustav Lindau. Justicia regnellii ingår i släktet Justicia och familjen akantusväxter. Inga underarter finns listade i Catalogue of Life.